# Frumușeni
Frumușeni is een Roemeense gemeente in het district Arad.

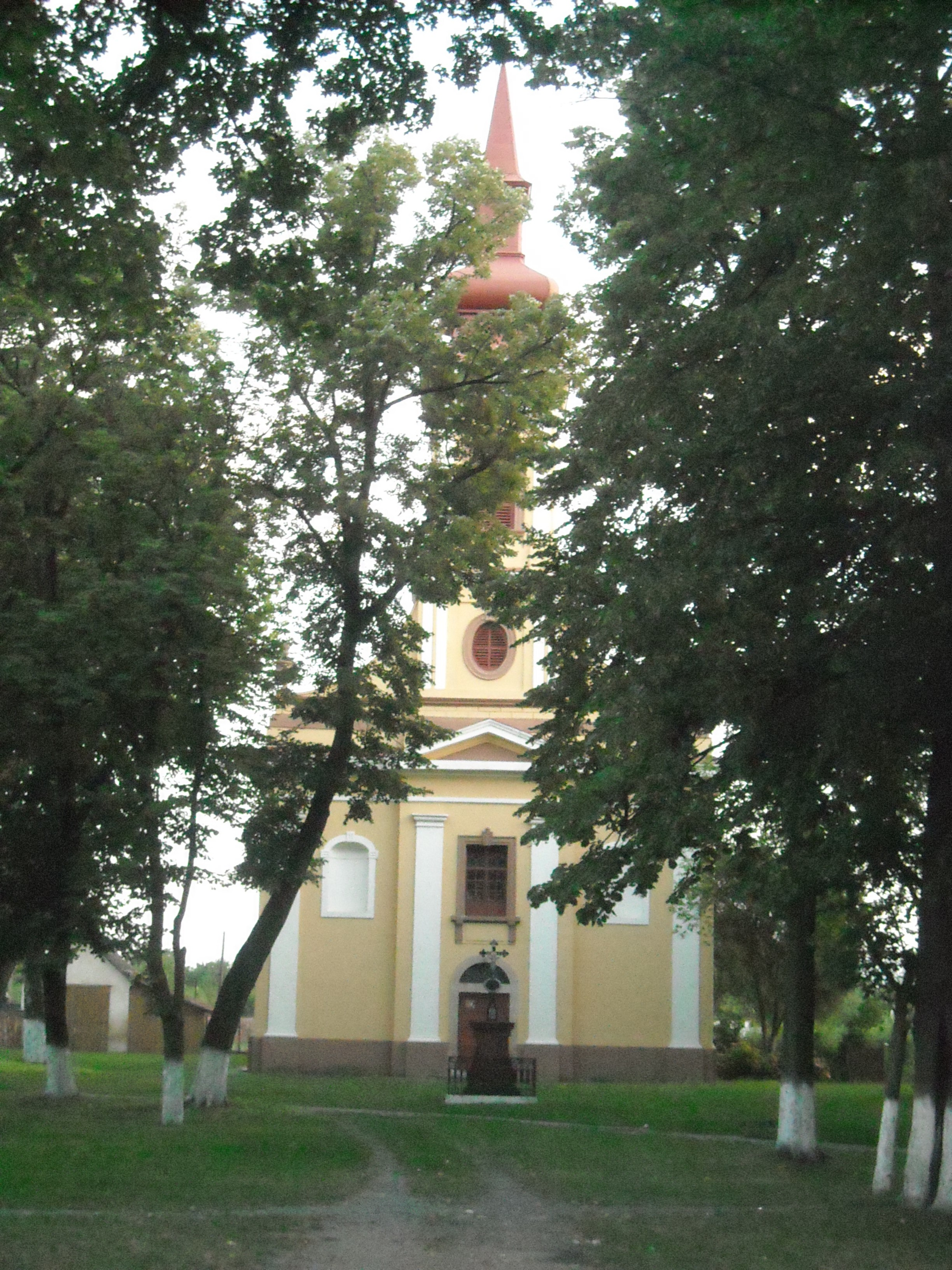
Kerk in Frumușeni

Frumușeni telt 2693 inwoners.